# Echeveria utcubambensis
Echeveria utcubambensis là một loài thực vật có hoa trong họ Crassulaceae. Loài này được Hutchison ex Kimnach mô tả khoa học đầu tiên năm 2002.